# Szrenica
Die Szrenica [ʃrɛ'ɲitsa] (deutsch Reifträger, tschechisch Jínonoš) ist mit 1362 m n.p.m. eine markante Erhebung im westlichen Teil des Riesengebirges und gehört zu dessen Hauptkamm. Da die Staatsgrenze zwischen Polen und Tschechien an dieser Stelle südlich des Hauptkamms verläuft, liegt der Gipfel auf polnischem Gebiet. Der Gipfel besteht – ebenso wie die Gipfel zahlreicher anderer Berge im Riesengebirge – aus Trümmern alter Granitfelsen, die eindrucksvolle Schutthalden bilden. An seinen Abhängen finden sich interessante Felsformationen, unter anderem die Pferdekopfsteine (Końskie Łby) und die Sausteine (Trzy Świnki).

## Lage und Umgebung
Die Szrenica ist Hausberg von Szklarska Poręba (Schreiberhau) und Zentrum der Skiarena Szrenica, des größten Skigebiets im polnischen Teil des Riesengebirges. Von der Stadt aus führt ein 2er-Sessellift in zwei Etappen zum Gipfel. Am Gipfel befinden sich die Reifträgerbaude (Schronisko na Szrenicy) sowie eine meteorologische Beobachtungsstation der Universität Breslau. Auf der urtümlichen Grenzwiese (Hala Szrenicka) am Nordwestabhang des Reifträgers steht in 1200 m Höhe als Nachfolgebau der „Neuen Schlesischen Baude“ die PTTK-Berghütte „Schronisko na Hali Szrenickiej“, das etwa mit „Herberge auf der Reifträgerwiese“ übersetzt werden kann.
Zwischen dem Reifträger-Osthang und dem Nordhang des Veilchensteins ist im sogenannten Reifträgerloch (Kocioł Szrenicki), vermutlich während der letzten Kaltzeit, eine Nivationsnische entstanden. Geomorphologisch handelt es sich dabei um eine Vorstufe zum Kar und nicht, wie der polnische Namensteil „Kocioł“ nahelegt, um einen Gletscherkessel. Dort befindet sich ein ausgedehntes Hangmoor, das eine sehr interessante und vielfältige Vegetation besitzt. Mit Moor-Blaugras (Sesleria uliginosa Opiz), Igel-Segge (Carex echinata), Sumpf-Veilchen (Viola palustris) und Schmalblättriges Wollgras sind hier nur wenige der hier vorkommenden Arten genannt.

### Nahegelegene Gipfel
| Przedział |           |             |
| Luboch    | Kompass   | Vysoká pláň |
| Ptačinec  | Lysá hora | Sokolnik    |

## Wege zum Gipfel
- Von Szklarska Poręba führt ein Sessellift zum Gipfel, es ist aber auch möglich zu Fuß am Zackelfall (Wodospad Kamieńczyka) und an der Neuen Schlesischen Baude (Schronisko na Hali Szrenickiej) vorbei zum Gipfel zu gelangen. Dieser Weg ist mit einer roten Markierung versehen und beginnt an der Josephinenhütte (heute: Huta Szkła Julia, Museum) in Szklarska Poręba.
- Vom tschechischen Harrachov (Harrachsdorf) führt ein mit einem blauen Querbalken markierter Wanderweg durch das Mummeltal und (dann gelb markiert) an der Wossecker Baude vorbei zum Gipfel.
- Am Szrenica beginnt der Weg der polnisch-tschechischen Freundschaft.

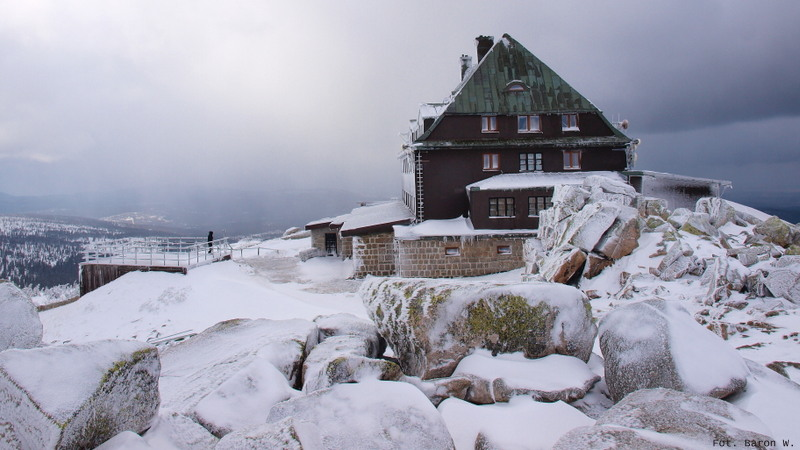
Die Reifträgerbaude von Westen gesehen.

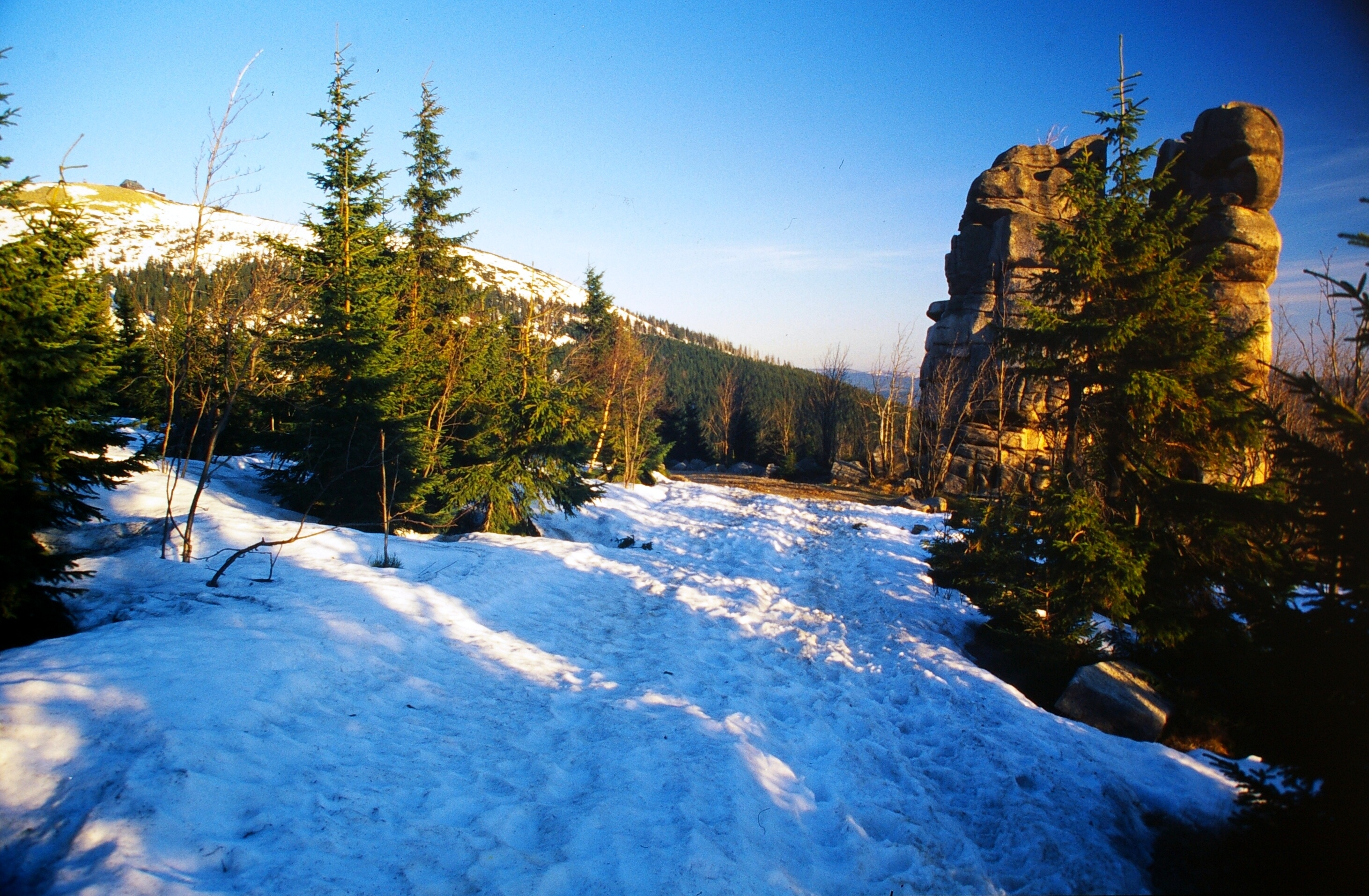
Kuckucksteine (Kukulcze Skaly)
mit dem Reifträger im Hintergrund